# Bad Lobenstein
Bad Lobenstein è una città di 5 745 abitanti della Turingia, in Germania. Appartiene al circondario della Saale-Orla.